# 栃木温泉 (熊本県)
栃木温泉（とちのきおんせん）は、熊本県阿蘇郡南阿蘇村にある温泉。
付近にかつて存在した栃木原温泉（とちのきはらおんせん）と合わせて『栃木温泉』と呼ぶ場合もある。このため、本項では栃木原温泉についても解説する。

## 概要
- 泉質 - カルシウム - ナトリウム - 炭酸水素塩。塩化物泉[1]
- 泉温 - 38 - 45℃[1]
- 効能 - リウマチ、神経痛、皮膚病、婦人病、筋肉痛、関節痛、腰痛、湿疹、痛風、切り傷に効能があるとされている[1]。※いずれも効能はその効果を万人に保証するものではない

## 歴史
西郷隆盛や孫文も逗留したといわれ、歌人の若山牧水は「名を聞きて　久しかりしか　栃の木の　いで湯に来り　入ればたのしき」という歌を詠んでいる。
第二次世界大戦の末期、1945年7月には、日本での敵国人の抑留政策の延長で、九州で布教活動をしていたカトリック聖職者ら約40人が小山旅館に集められた, 。

## 温泉街
3軒の旅館（小山旅館、旅館朝陽、アコンカグアリゾーツ（THE ACONCAGUA RESORTS））および、南阿蘇村立総合福祉温泉センター・ウィナス（旧長陽村時代の1993年開業）が存在する。
かつては『栃木原温泉 いろは館』という食事処兼入浴施設施設も存在していた。建物は合掌造りとなっておえい、平家の落人が忍び住んでいた古民家を高千穂の里から移築、復元したものである。

## 交通アクセス
- JR九州豊肥本線立野駅から九州産交バス高森中央ゆき、ゆるっとバス白水ルートなどに乗車し「栃木入口」下車、徒歩6分（450m）。
- 九州自動車道熊本インターチェンジから24㎞。